# María Esther de Capovilla
María Esther Heredia de Capovilla (Guayaquil, 14 september 1889 – aldaar, 27 augustus 2006) werd op 9 december 2005 uitgeroepen tot oudste levende persoon op aarde door het Guinness Wereldrecordboek. Toen zij overleed op 27 augustus 2006, was ze 116 jaar en 347 dagen oud.
De Capovilla's bewering de oudste nog levende supereeuweling te zijn werd geverifieerd en ze verving daarmee de Nederlandse Henny van Andel-Schipper (oudste erkende mens tussen 29 mei 2004 en 30 augustus 2005) en de Amerikaanse Elizabeth Bolden (oudste erkende mens tussen 30 augustus 2005 en 9 december 2005).
De Capovilla is tot nu toe de enige volledig officieel gevalideerde supereeuweling  uit Ecuador. Guinness zei erbij dat María Esther de Capovilla met haar 116 jaar niet alleen de oudste persoon was, maar dat ze dat zonder probleem kon bewijzen, wat meestal niet het geval is voor dergelijke beweringen. Op het moment van haar overlijden was ze de op drie na oudste volledig gedocumenteerde en officieel erkende persoon die ooit geleefd heeft en de laatste erkende levende persoon geboren in de jaren 1880. Ondanks dat ze net niet de 117 jaar haalde, is ze wel de oudst geworden mens van de jaren 2000 gebleven.
De Capovilla werd opgevolgd door voornoemde Elizabeth Bolden uit de Verenigde Staten. Laatstgenoemde was tot haar eigen overlijden op 11 december 2006 officieel de oudste mens ter wereld. 